# Robert Plomin
Robert J. Plomin, FBA (nascido em 1948) é um psicólogo e geneticista americano mais conhecido por seu trabalho em estudos de gêmeos e genética do comportamento. Uma pesquisa da Review of General Psychology, publicada em 2002, classificou Plomin como o 71º psicólogo mais citado do século XX.

## Biografia
Plomin obteve um BA em psicologia pela Universidade DePaul em 1970 e um Ph.D. em psicologia em 1974 pela Universidade do Texas em Austin sob o psicólogo da personalidade Arnold Buss. Ele então trabalhou no Instituto de Genética Comportamental da Universidade do Colorado em Boulder. De 1986 a 1994, ele trabalhou na Universidade Estadual da Pensilvânia, estudando gêmeos idosos criados separados e gêmeos criados juntos para estudar o envelhecimento e atualmente está no Instituto de Psiquiatria (King's College London). Ele foi presidente da Behavior Genetics Association.

## Honras e prêmios
Em 2002, a Behavior Genetics Association concedeu a ele o Dobzhansky Memorial Award por uma vida de excelente bolsa de estudos em genética do comportamento. Ele foi agraciado com o William James Fellow Award pela Association Psychological Science em 2004 e o Lifetime Achievement Award de 2011 da Sociedade Internacional de Pesquisa em Inteligência. Em 2017, Plomin recebeu o Prêmio APA de Distintas Contribuições Científicas. Plomin foi classificado entre os 100 psicólogos mais eminentes da história da ciência. Em 2005, ele foi eleito membro da British Academy (FBA), a academia nacional do Reino Unido para ciências humanas e sociais.

### Vida pessoal
Em 1987, Plomin casou-se com Judith Dunn, psicóloga e acadêmica britânica.

## Pesquisa
Plomin mostrou a importância do ambiente não compartilhado, um termo que ele cunhou para se referir aos fatores ambientais que reduzem a semelhança de indivíduos criados no mesmo ambiente familiar. Além disso, ele mostrou que muitas medidas ambientais em psicologia mostram influência genética e que fatores genéticos podem mediar associações entre medidas ambientais e resultados de desenvolvimento.
Atualmente, Plomin conduz o Estudo de Desenvolvimento Precoce de Gêmeos, de todos os gêmeos nascidos na Inglaterra de 1994 a 1996, com foco em atrasos no desenvolvimento na primeira infância, sua associação com problemas comportamentais e desempenho educacional.
Em 1994, ele foi um dos 52 signatários do "Mainstream Science on Intelligence" um editorial escrito por Linda Gottfredson e publicado no Wall Street Journal, que declarou o consenso dos acadêmicos assinantes sobre questões relacionadas à pesquisa de inteligência após a publicação do livro The Bell Curve.